# The Strangers (film, 2008)
Pour les articles homonymes, voir The Strangers (homonymie) et Strangers.
Série The Strangers
Prey at Night
(2018)
Pour plus de détails, voir Fiche technique et Distribution.
The Strangers, ou Les Inconnus au Québec, est un film américain réalisé par Bryan Bertino, sorti en 2008.
Le film tourne autour d'un jeune couple qui est terrorisé par trois assaillants masqués, qui font irruption dans leur pavillon éloigné et endommagent tous les moyens d'évasion. 
The Strangers a été réalisé avec un budget de 9 000 000 $ et après deux ajournements, le film est finalement sorti le 30 mai 2008 en Amérique du Nord. Il est inspiré d'« une vraie histoire » et a réalisé un box-office de 81.6 millions de $ au box-office dans le monde entier. Il a donné naissance à une franchise.

## Synopsis
L'ambiance est lourde dans la maison de famille isolée où James et sa compagne Kristen séjournent. Et pour cause : cette dernière vient de rejeter la demande en mariage du jeune homme. Alors qu'un processus de réconciliation se met timidement en branle, quelqu’un frappe violemment à la porte : une jeune femme, dont le visage demeure caché dans le noir, demande à parler à une certaine Tamara. C'est le début d'une nuit cauchemardesque pour Kristen et James, qui tentent par tous les moyens d'empêcher un homme et deux femmes, masqués et solidement armés, de pénétrer dans la maison.

## Fiche technique
- Titre original et français : The Strangers
- Titre québécois : Les Inconnus[1]
- Réalisation et scénario : Bryan Bertino
- Producteurs :  Doug Davison, Nathan Kahane et Roy Lee
- Producteurs exécutifs : Joseph Drake, Kelli Kono, Sonny Mallhi, Marc D. Evans et Trevor Macy
- Sociétés de production : Mandate Pictures, Vertigo Entertainment, Rogue Pictures (en) et Intrepid Pictures
- Directeur de la photographie : Peter Sova (en)
- Monteur : Kevin Greutert
- Directeur artistique : Linwood Taylor
- Chef décorateur : John D. Kretschmer
- Costumes : Jennifer Santiago et Susan Kaufmann
- Coiffure : Jennifer Santiago
- Maquillage : Wendy Bell
- Direction du casting : Lindsey Hayes Kroeger, David Rapaport et Tracy Kilpatrick
- Pays :  États-Unis
- Tournage : 10 octobre 2006 -  2007
- Genre : Horreur et thriller
- Date de sortie en salles : 30 mai 2008 (USA)
- Interdit aux moins de 12 ans lors de sa sortie en salles

## Distribution
- Liv Tyler (VF : Marie-Laure Dougnac ; VQ : Isabelle Leyrolles) : Kristen McKay
- Scott Speedman (VF : Jean-Pierre Michaël ; VQ : Nicolas Charbonneaux-Collombet) : James Hoyt
- Glenn Howerton (VF : Didier Cherbuy ; VQ : Jean-François Beaupré) : Mike
- Kip Weeks (VF : José Luccioni ; VQ : Philippe Martin) : L'homme au masque
- Gemma Ward (VF : Patricia Piazza ; VQ : Kim Jalabert) : Dollface
- Laura Margolis (VF : Malvina Germain) : Pin-Up Girl
- Jordan Orr (VF : Gwenvin Sommier ; VQ : Aliocha Schneider) : Jordan
- Alex Fisher (VF : Gwenvin Sommier) : le garçon mormon

## Autour du film
- Le film annonce le grand retour au cinéma de Liv Tyler, dont le dernier film, Lonesome Jim, de Steve Buscemi, est sorti en 2005. Quelques mois avant le tournage de The Strangers, elle avait tourné À cœur ouvert de Mike Binder.
- The Strangers est le premier film écrit et réalisé par Bryan Bertino. Le réalisateur et scénariste fait, avec ce thriller, ses premiers pas dans le monde du septième art.
- The Strangers est souvent accusé d'être un plagiat du film Funny Games U.S., sorti peu avant.
- Une suite directe est sortie, intitulée Strangers: Prey at Night.
- Une nouvelle trilogie est sortie, dans la continuité des deux premiers films. Le premier film de cette nouvelle trilogie, intitulé Les Intrus, est sorti en 2024.